# Crnogorska akademija znanosti i umjetnosti
Crnogorska akademija znanosti i umjetnosti (crn. Crnogorska akademija nauka i umjetnosti), najviša je znanstvena institucija Crne Gore, osnovana 1976. godine. 

## Povijest
Prvotno od 1973. godine, Društvo za nauku i umjetnost Crne Gore.
Najviši organ upravljanja je Skupština, u koju ulaze svi redovni i dopisni članovi.
Izvršni organ je predsjedništvo na čelu s predsjednikom i njegovim tajnikom, zatim dva potpredsjednika, tajnici odjela i 2 člana iz sastava redovnih članova.
U Akademiji djeluju:
- Odjel društvenih znanosti
- Odjel prirodnih znanosti
- Odjel umjetnosti

U sastavu biblioteke djeluju Odsjek za dokumentaciju i arhiv.
Akademija sada ima 41 člana u radnom sastavu (28 redovna i 13 izvanrednih) i 17 dopisnih članova.
Predsjednici Društva, odnosno CANU, bili su:
- akademik Branko Pavićević (1973. – 1981.)
- akademik Branislav Šoškić (1981. – 1985.)
- akademik Mirčeta Đurović (1985. – 1989.)
- akademik Dragutin Vukotić (1989. – 2002.)
- akademik Momir Đurović (2002. – 2016.)
- akademik Dragan K. Vukčević (2016. – )

## Vanjske poveznice
- Službene stranice Crnogorske akademije nauke i umjetnosti